# Montigny (Seine-Maritime)
Pour les articles homonymes, voir Montigny.
Montigny est une commune française située dans le département de la Seine-Maritime en région Normandie.

## Géographie

### Localisation

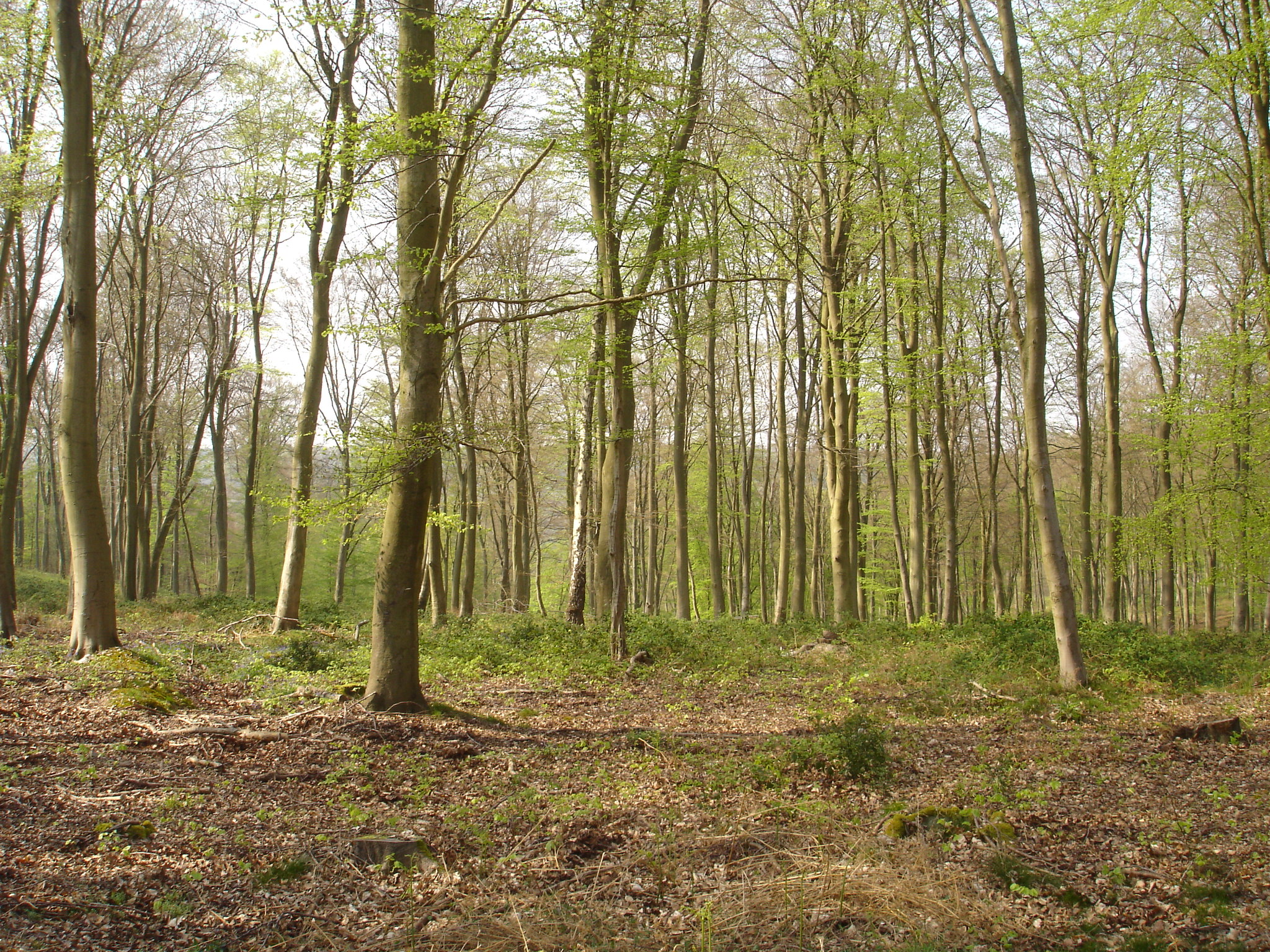
La forêt de Roumare près de Montigny.

Au nord-ouest de Rouen, village, à quelques minutes du centre-ville de cette capitale normande, entouré par la forêt de Roumare, Montigny comprend le village lui-même et un hameau, l'Essart, situé à 1 km au nord.

### Hydrographie
La commune est située dans le bassin Seine-Normandie. Elle n'est drainée par aucun cours d'eau,. Néanmoins deux plans d'eau sont présents sur le territoire communal : la mare au Sanglier (0,02 ha) et la mare Guémare (0,02 ha),.

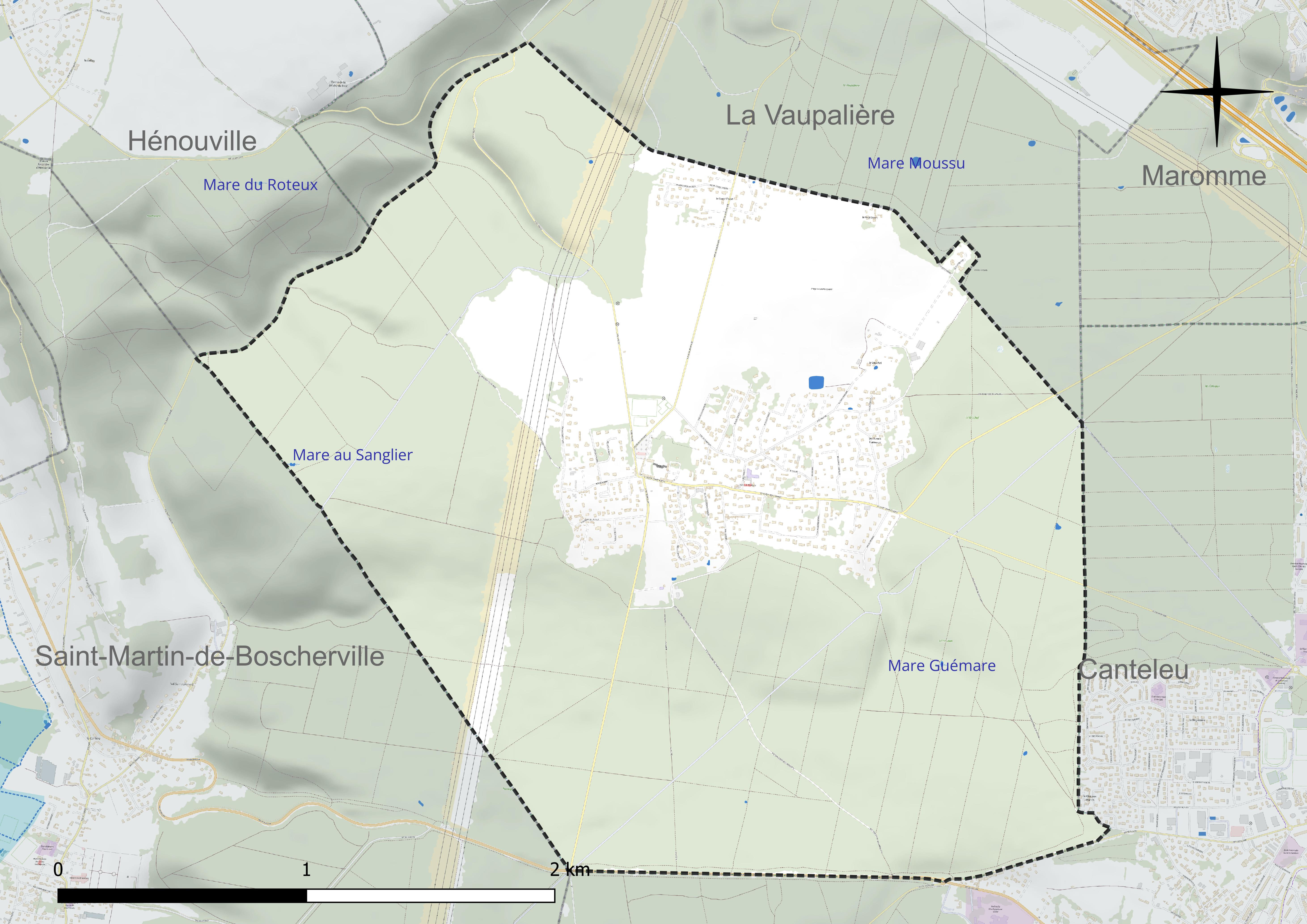
Réseau hydrographique de Montigny.

### Climat
Pour des articles plus généraux, voir Climat de la Normandie et Climat de la Seine-Maritime.
En 2010, le climat de la commune est de type climat océanique altéré, selon une étude du CNRS s'appuyant sur une série de données couvrant la période 1971-2000. En 2020, Météo-France publie une typologie des climats de la France métropolitaine dans laquelle la commune est exposée à un climat océanique et est dans la région climatique Côtes de la Manche orientale, caractérisée par un faible ensoleillement (1 550 h/an) ; forte humidité de l’air (plus de 20 h/jour avec humidité relative > 80 % en hiver), vents forts fréquents. Parallèlement le GIEC normand, un groupe régional d’experts sur le climat, différencie quant à lui, dans une étude de 2020, trois grands types de climats pour la région Normandie, nuancés à une échelle plus fine par les facteurs géographiques locaux. La commune est, selon ce zonage, exposée à un « climat maritime », correspondant au Pays de Caux, frais, humide et pluvieux, légèrement plus frais que dans le Cotentin.
Pour la période 1971-2000, la température annuelle moyenne est de 10,4 °C, avec une amplitude thermique annuelle de 13,4 °C. Le cumul annuel moyen de précipitations est de 853 mm, avec 13 jours de précipitations en janvier et 8,5 jours en juillet. Pour la période 1991-2020, la température moyenne annuelle observée sur la station météorologique la plus proche, située sur la commune de Rouen à 7 km à vol d'oiseau, est de 12,6 °C et le cumul annuel moyen de précipitations est de 817,9 mm,. Pour l'avenir, les paramètres climatiques de la commune estimés pour 2050 selon différents scénarios d’émission de gaz à effet de serre sont consultables sur un site dédié publié par Météo-France en novembre 2022.

## Urbanisme

### Typologie
Au 1er janvier 2024, Montigny est catégorisée ceinture urbaine, selon la nouvelle grille communale de densité à sept niveaux définie par l'Insee en 2022.
Elle est située hors unité urbaine. Par ailleurs la commune fait partie de l'aire d'attraction de Rouen, dont elle est une commune de la couronne,. Cette aire, qui regroupe 317 communes, est catégorisée dans les aires de 200 000 à moins de 700 000 habitants,.

### Occupation des sols
L'occupation des sols de la commune, telle qu'elle ressort de la base de données européenne d’occupation biophysique des sols Corine Land Cover (CLC), est marquée par l'importance des forêts et milieux semi-naturels (70,3 % en 2018), en augmentation par rapport à 1990 (69,2 %). La répartition détaillée en 2018 est la suivante : 
forêts (70 %), zones agricoles hétérogènes (16,6 %), zones urbanisées (11,2 %), prairies (1,9 %), milieux à végétation arbustive et/ou herbacée (0,3 %). L'évolution de l’occupation des sols de la commune et de ses infrastructures peut être observée sur les différentes représentations cartographiques du territoire : la carte de Cassini (XVIIIe siècle), la carte d'état-major (1820-1866) et les cartes ou photos aériennes de l'IGN pour la période actuelle (1950 à aujourd'hui).

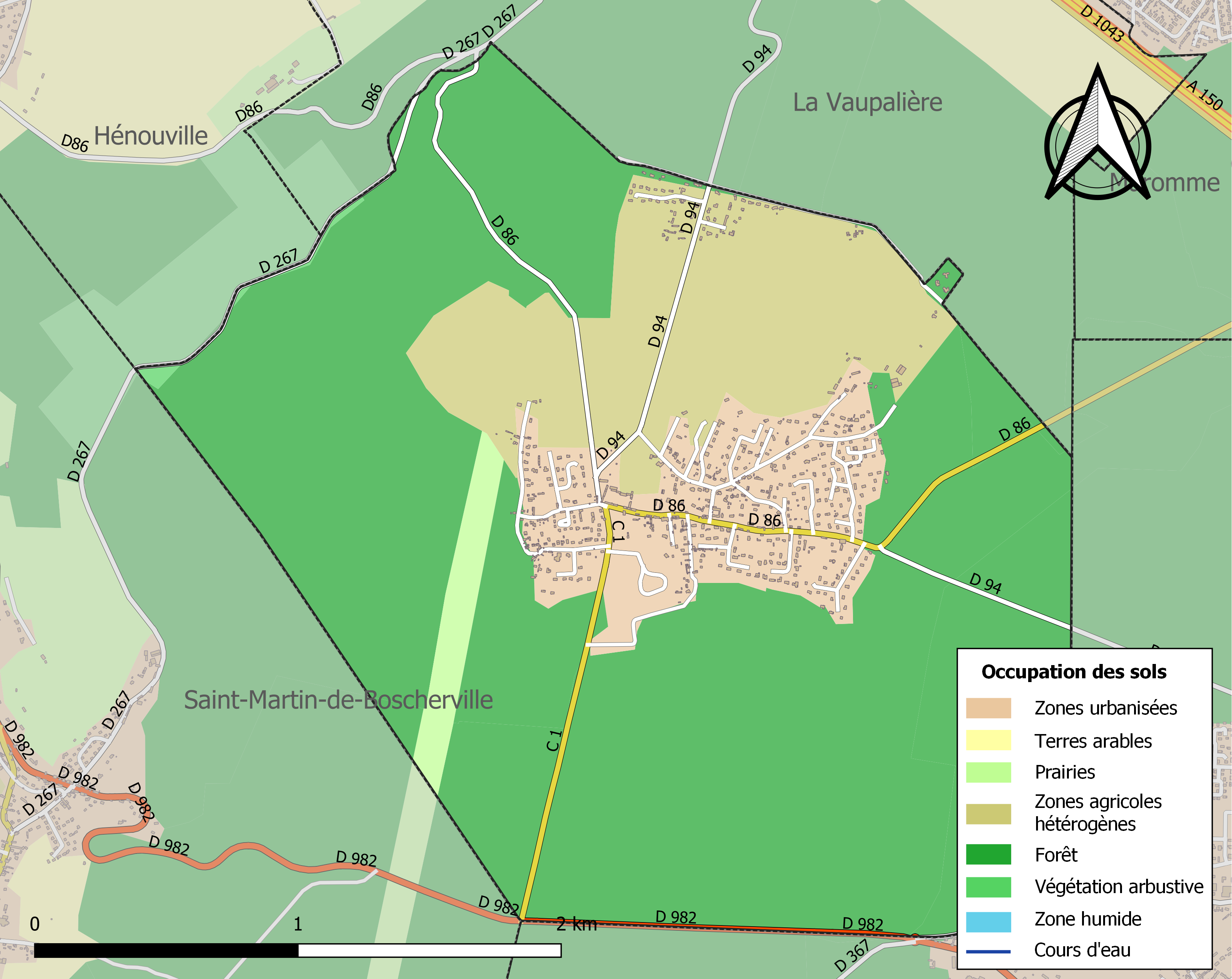
Carte des infrastructures et de l'occupation des sols de la commune en 2018 (CLC).

### Lieux-dits, hameaux et écarts
L'Essart.

### Voies de communication et transports
La commune est desservie par la ligne 40 d'autocar.

## Toponymie
Le nom de la localité est attesté sous les formes Montenii, Monteneio vers 1060, Montegni en 1234, Parrochia de Monteigni en 1251, Montegny en 1337, Montegni en 1431, Monteny en 1460 et 1461, de Montigny en 1464, 1466, 1467 et 1487, Motegni en 1403, Ecclesia Sancti Audoeni de Montigniaco en 1543 et 1544, Saint Ouen de Montigny en 1717, Montigny en 1715.
Montigny, dont l'étymon est généralement donné sous la forme latinisée Montaniacum, est un type toponymique répandu dont la signification exacte ne fait pas l'unanimité.

## Histoire
La reine Mary et le futur roi d'Angleterre, Édouard VIII, ont résidé au château en juillet 1917.[réf. nécessaire]

## Politique et administration
| Période                                  | Période                    | Identité             | Étiquette | Qualité |
| ---------------------------------------- | -------------------------- | -------------------- | --------- | --- |
| Les données manquantes sont à compléter. |                            |                      |           | |
| 1816                                     |                            | Guillaume Leroux     |           | |
| 1886                                     |                            | M. Collibeaux        |           | |
| 1902                                     | 1908                       | Edmond Vaussard      |           | |
| 1909                                     |                            | M. Camet             |           | |
| 1927                                     | 1938                       | M. Vaussard          |           | |
| 1945                                     | 1946                       | Gillot               |           | |
| Les données manquantes sont à compléter. |                            |                      |           | |
| 1951                                     | 1974                       | Joseph Lefebvre      |           | |
| 1974                                     | 1977                       | Jean Streissel       |           | |
| mars 1977                                | juin 1995                  | Jacqueline Streissel |           | |
| juin 1995                                | En cours (au 10 août 2020) | Christian Poissant   |           | Vice-président de la CCPNOR (2014 → 2016) Vice-président de la CC Inter-Caux-Vexin (2017 → ) Réélu pour le mandat 2020-2026, |

## Équipements et services publics

### Espaces publics
La commune participe au concours des villes et villages fleuris.

### Enseignement
École primaire.

## Population et société

### Démographie
L'évolution du nombre d'habitants est connue à travers les recensements de la population effectués dans la commune depuis 1793. Pour les communes de moins de 10 000 habitants, une enquête de recensement portant sur toute la population est réalisée tous les cinq ans, les populations de référence des années intermédiaires étant quant à elles estimées par interpolation ou extrapolation. Pour la commune, le premier recensement exhaustif entrant dans le cadre du nouveau dispositif a été réalisé en 2007.

En 2022, la commune comptait 1 281 habitants, en évolution de +7,2 % par rapport à 2016 (Seine-Maritime : +0,35 %, France hors Mayotte : +2,11 %).
| 1793 | 1800 | 1806 | 1821 | 1831 | 1836 | 1841 | 1846 | 1851 |
| ---- | ---- | ---- | ---- | ---- | ---- | ---- | ---- | ---- |
| 600  | 602  | 742  | 665  | 687  | 684  | 732  | 677  | 634  |

| 1856 | 1861 | 1866 | 1872 | 1876 | 1881 | 1886 | 1891 | 1896 |
| ---- | ---- | ---- | ---- | ---- | ---- | ---- | ---- | ---- |
| 610  | 585  | 602  | 550  | 472  | 502  | 547  | 541  | 459  |

| 1901 | 1906 | 1911 | 1921 | 1926 | 1931 | 1936 | 1946 | 1954 |
| ---- | ---- | ---- | ---- | ---- | ---- | ---- | ---- | ---- |
| 478  | 531  | 474  | 429  | 413  | 401  | 423  | 548  | 621  |

| 1962 | 1968 | 1975 | 1982  | 1990  | 1999  | 2006  | 2007  | 2012  |
| ---- | ---- | ---- | ----- | ----- | ----- | ----- | ----- | ----- |
| 681  | 836  | 933  | 1 028 | 1 051 | 1 114 | 1 143 | 1 147 | 1 122 |

| 2017  | 2022  | - | - | - | - | - | - | - |
| ----- | ----- | - | - | - | - | - | - | - |
| 1 240 | 1 281 | - | - | - | - | - | - | - |

### Sports et loisirs
Nombreuses activités culturelles et de loisirs, sportives, football, tennis, running, VTT, randonnées pédestres.
Chemin de randonnée intitulé « sur la piste du loup » inauguré le 20 septembre 2008 traitant du patrimoine forestier et villageois.

### Vie associative
Village collections.

### Cultes
Montigny appartient à la paroisse catholique Saint-Georges de Boscherville en Roumare qui fait partie du doyenné Rouen-Ouest de l'archidiocèse de Rouen.

## Économie

### Entreprises et commerces
Dispose d'un centre village avec mairie, école et supérette ainsi que d'un hôtel. Exploitations agricoles et d'élevage, produits fermiers.

## Culture locale et patrimoine

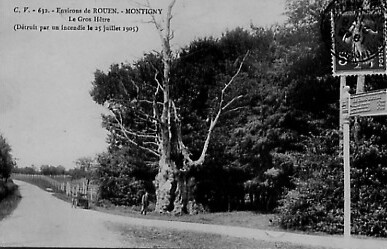
Le Gros Hêtre (1905).

### Lieux et monuments
- Église Saint-Ouen[27] du XVIe siècle, vitraux classés à titre d'objets monuments historiques XVIe et XVIIe siècles[28] ;
- Château de Montigny[29], dû à l'architecte Joseph-Abel Couture et ferme du XVIIIe siècle ; le musée départemental des antiquités de Rouen en conserve les vitraux XVIIe siècle[30]
- Hêtre remarquable, dénommé Gros Hêtre, inscrit au patrimoine français[réf. nécessaire] ;
- Mégalithe dit de Roumare : C'est un énorme grès quadrangulaire d'une longueur de 2,5 mètres pour 1 mètre de hauteur environ, dressé au bord de l'avenue forestière dite "la Ligne du Grès", en forêt de Roumare. À quelque distance du Chêne à Leux.

### Personnalités liées à la commune
- John Holker (1719-1786), manufacturier, y a vécu et y est mort, à l'actuel 830 rue du Lieutenant-Aubert[31]. Son ami Benjamin Franklin y a séjourné en 1785[32].
- Léonard Bordes (1898-1969), artiste peintre, y séjourna dans une propriété familiale située chemin du Vauchel[33].